# Брукфілд (Міссурі)
Брукфілд (англ. Brookfield) — місто (англ. city) в США, в окрузі Лінн штату Міссурі. Населення — 4111 особа (2020).

## Географія
Брукфілд розташований за координатами 39°47′7″ пн. ш. 93°4′41″ зх. д. / 39.78528° пн. ш. 93.07806° зх. д. (39.785329, -93.077967).  За даними Бюро перепису населення США в 2010 році місто мало площу 11,11 км², з яких 11,07 км² — суходіл та 0,04 км² — водойми.

## Демографія
Згідно з переписом 2010 року, у місті мешкали 4542 особи в 1892 домогосподарствах у складі 1146 родин. Густота населення становила 409 осіб/км².  Було 2280 помешкань (205/км²).
Расовий склад населення:
| - 95,4 % — білих - 1,3 % — чорних або афроамериканців - 0,3 % — корінних американців - 0,3 % — азіатів |

До двох чи більше рас належало 2,1 %. Частка іспаномовних становила 2,0 % від усіх жителів.
За віковим діапазоном населення розподілялося таким чином: 25,8 % — особи молодші 18 років, 53,7 % — особи у віці 18—64 років, 20,5 % — особи у віці 65 років та старші. Медіана віку мешканця становила 40,6 року. На 100 осіб жіночої статі у місті припадало 85,0 чоловіків;  на 100 жінок у віці від 18 років та старших — 79,4 чоловіків також старших 18 років.
Середній дохід на одне домашнє господарство  становив 38 871 долар США (медіана — 29 712), а середній дохід на одну сім'ю — 47 982 долари (медіана — 37 052). Медіана доходів становила 32 440 доларів для чоловіків та 28 150 доларів для жінок. За межею бідності перебувало 27,5 % осіб, у тому числі 38,7 % дітей у віці до 18 років та 11,3 % осіб у віці 65 років та старших.
Цивільне працевлаштоване населення становило 1653 особи. Основні галузі зайнятості: освіта, охорона здоров'я та соціальна допомога — 20,6 %, роздрібна торгівля — 14,3 %, виробництво — 12,9 %, інформація — 11,6 %.